# Ghiacciaio Carey
Il ghiacciaio Carey (in inglese: Carey Glacier) è un ghiacciaio situato sulla costa di Zumberge, nella parte occidentale della Terra di Ellsworth, in Antartide. In particolare, il ghiacciaio, il cui punto più alto si trova a circa 1.300 m s.l.m., si trova sul versante meridionale della dorsale Sentinella, nelle Montagne di Ellsworth. Da qui, esso fluisce in direzione sud-sud-est scorrendo lungo il versante orientale del picco Miller e del picco Fruzhin e quello occidentale del picco Ruset e del picco Malkoch, nelle cime Petvar, fino a uscire della dorsale e unire il proprio il flusso a quello del ghiacciaio Minnesota, a est del termine del flusso del ghiacciaio Hudman.

## Storia
Il ghiacciaio Carey è stato mappato dallo United States Geological Survey grazie a ricognizioni terrestri dello stesso USGS e a fotografie aeree scattate dalla marina militare statunitense (USN) nel periodo 1957-59 ed è stato poi così battezzato dal Comitato consultivo dei nomi antartici in onore del tenente David W. Carey, pilota facente parte dello squadrone VX-6 della USN, morto a bordo del suo P2V Neptune in un incidente aereo avvenuto nello stretto di McMurdo il 18 ottobre 1956.